# Майлен (Нью-Йорк)
Майлен (англ. Milan) — місто (англ. town) в США, в окрузі Дачесс штату Нью-Йорк. Населення — 2245 осіб (2020).

## Демографія
Згідно з переписом 2010 року, у місті мешкало 2370 осіб у 964 домогосподарствах у складі 650 родин. Було 1279 помешкань
Расовий склад населення:
| - 95,3 % — білих - 1,9 % — чорних або афроамериканців - 0,5 % — корінних американців - 0,5 % — азіатів |

До двох чи більше рас належало 1,1 %. Частка іспаномовних становила 4,4 % від усіх жителів.
За віковим діапазоном населення розподілялося таким чином: 22,0 % — особи молодші 18 років, 63,4 % — особи у віці 18—64 років, 14,6 % — особи у віці 65 років та старші. Медіана віку мешканця становила 45,6 року. На 100 осіб жіночої статі у місті припадало 106,4 чоловіків;  на 100 жінок у віці від 18 років та старших — 105,6 чоловіків також старших 18 років.
Середній дохід на одне домашнє господарство  становив 105 326 доларів США (медіана — 64 239), а середній дохід на одну сім'ю — 122 757 доларів (медіана — 96 406). Медіана доходів становила 61 736 доларів для чоловіків та 47 083 долари для жінок. За межею бідності перебувало 4,7 % осіб, у тому числі 4,0 % дітей у віці до 18 років та 4,4 % осіб у віці 65 років та старших.
Цивільне працевлаштоване населення становило 1089 осіб. Основні галузі зайнятості: освіта, охорона здоров'я та соціальна допомога — 31,2 %, мистецтво, розваги та відпочинок — 9,9 %, роздрібна торгівля — 8,4 %, науковці, спеціалісти, менеджери — 8,0 %.